# Martinsia
Martinsia is een kevergeslacht uit de familie van de boktorren (Cerambycidae). De wetenschappelijke naam van het geslacht werd voor het eerst geldig gepubliceerd in 1967 door Chemsak & Linsley.

## Soorten
Martinsia omvat de volgende soorten:
- Martinsia cordigera Touroult, Dalens & Tavakilian, 2010
- Martinsia scabrosa Chemsak & Linsley, 1967